# Geelteugelgors
De geelteugelgors (Melanodera xanthogramma) is een zangvogel uit de familie Thraupidae (tangaren).

## Verspreiding en leefgebied
Deze soort telt 2 ondersoorten:
- M. x. barrosi: centraal en zuidelijk Chili en westelijk Argentinië.
- M. x. xanthogramma: uiterst zuidelijk Chili en zuidelijk Argentinië.